# Payún Matrú
El Payún Matrú es un gran volcán de tipo morfológico intermedio entre un escudo volcánico y un estratovolcán de la Argentina, situado en el departamento de Malargüe, en el sur de la provincia de Mendoza.
Su nombre en idioma mapuche significa "barba de chivato", aunque en idioma pehuenche deriva de payén (cobre).

## Descripción
Su cono es aplastado y posee un cráter enorme, de unos 8 km de diámetro y una superficie de aproximadamente 50 km². Actualmente se encuentra extinto, sin que se sepa la fecha de su última erupción. Su cumbre se eleva hasta los 3.680 m s. n. m. Está enteramente comprendido por la Reserva Provincial La Payunia y se encuentra próximo al volcán Payún Liso, de 3.715 m s. n. m. Puede ascenderse hasta su cumbre utilizando vehículos 4x4, ya que su pendiente es suave. Su vista es impresionante desde el yacimiento petrolero Cerro Fortunoso, en el paraje Coihueco Sur.

## Las coladas de lava más grandes
Estudios recientes realizados por vulcanólogos italianos demostraron que las coladas de lava emitidas por el Payún Matrú son unas de las más largas del mundo, comparables solamente con los volcanes del Planeta Marte.

## Yacimientos minerales
La zona del Payún Matrú posee importantes yacimientos de oro y magnesio, los cuales al parecer fueron usados parcialmente por el general José de San Martín para proveer de armamento al Ejército de los Andes en su campaña para ayudar a libertar al Perú.